# Herzogweg
Der Herzogweg ist ein 24 Kilometer langer Wanderweg, der nach dem Sachsenherzog Wittekind bzw. Widukind benannt ist. Er verbindet die Wittekindstadt Enger im „Wittekindskreis“ Herford mit Wittekinds angeblichen Grabgelege und die vor-sächsische Wallburg Babilonie im Wiehengebirge. Der Weg verläuft überwiegend durch das hügelige Ravensberger Land.

## Verlauf
Am Barmeierplatz in Enger und unmittelbar am Widukind-Museum und der Stiftskirche mit Widukinds angeblichen Grabgelege beginnt der Herzogweg. Überwiegend entlang des Brandbachs führt der Weg zum Gut Bustedt und weiter bis nach Bünde. Nach überschreiten der Else folgt der Weg meist dem Ostbach über Randringhausen bis nach Oberbauerschaft am Fuß des Wiehengebirges. Nachdem der Weg bisher durch die flache oder hügelige Ravensberger Mulde geführt wurde, weist er im letzten Abschnitt bis zur Babilonie mehrere steile Steigungen und Abstiege auf. Bei der Kahlen Wart in der Nähe des Glösinghauser Berg erreicht der Herzogweg mit rund 277 m ü. NHN seine größte Höhe. Dort kreuzt der Herzogweg den ebenfalls nach Widukind benannten Fernwanderweg Wittekindsweg (), der gleichzeitig ein Abschnitt des E11 () ist. Nördlich des Kamms im Wald oberhalb Obermehnens liegt auf rund 250 m ü. NHN die Babilonie. Der Sage nach soll in bisher unentdeckten Gewölben der Babilonie die silberne Wiege des Widukinds versteckt sein. Die gemauerte Quelle unweit des Westwalls ist eine der (zahlreichen) Wittekindsquellen, um die sich die Sage vom Wittekindswunder rankt.

### Kennzeichnung
Der Herzogweg ist mit der Wegzeichen-Markierung  Hz  gekennzeichnet.
Betreut wird der Herzogweg durch die Mitglieder des Teutoburger-Wald-Vereins.

### Übergänge
- Am Barmeierplatz in Enger beginnt der Hasenpatt ( Hp ), der südlich nach Bielefeld führt.
- An der Else kreuzt der Talweg ( X8 ).
- Bei der Kahlen Wart kreuzt der Wittekindsweg () (Teilabschnitt des E11 )
- Bei Oberbauerschaft kreuzt der Mühlensteig ( ○ ).
- Unweit der Babilonie ist der Übergang zum Arminiusweg () möglich.

## Sehenswürdigkeiten (Auswahl)
- Widukindmuseum Enger
- Stiftskirche
- Gut Bustedt
- Rossmühle Oberbauerschaft
- Babilonie